# Protosynaema quaestuosa
Protosynaema quaestuosa är en fjärilsart som beskrevs av Edward Meyrick 1924a. Protosynaema quaestuosa ingår i släktet Protosynaema och familjen Plutellidae. Inga underarter finns listade i Catalogue of Life.